# Cladotanytarsus crusculus
Cladotanytarsus crusculus är en tvåvingeart som först beskrevs av Ole Anton Saether 1971.  Cladotanytarsus crusculus ingår i släktet Cladotanytarsus och familjen fjädermyggor. Inga underarter finns listade i Catalogue of Life.